# 友情 Friendship
『友情 Friendship』(ゆうじょう フレンドシップ)は、1998年に公開された日本映画、およびそれを原作とした1999年の舞台演劇作品。2000年東京・大阪で再演、2001年名古屋中日劇場公演以降も劇団絵生などによって「友情～秋桜のバラード～」として毎年度公演が継続中。

## 概要
- アメリカ合衆国での実話が、日本を舞台にしたオリジナルストーリーに翻案されて映画および舞台化された。
- ひとりの中学生女子が、父親の転勤で北海道から東京に転校してきた。急性リンパ性白血病でも健気に明るく頑張ってきたが、治療の薬の副作用で頭の毛が抜け落ちてしまい、落ち込んでしまう。中学校のクラス担任は、そんな彼女を元気付けるべく、クラスみんなでの思い出旅行を企画する。そして旅行当日、勇気を振り絞って旅行に参加した彼女が目にしたものは…
- 現在タレントとして活躍している三船美佳にとっては、映画初主演となった作品である。この映画で三船及び生徒役の出演者は、男女全員実際に髪を剃ってスキンヘッドにした。翌年以降舞台化されてもこの方針は変わらず、生徒役に選ばれた出演者は実際に髪を剃って挑んでいる。ただし、高校生以下の学校生活や私生活に配慮して、オールウィッグをもらっている。

## キャスト（映画）
- 島崎あゆみ：三船美佳(新人)
- 野本信吾(あゆみのクラス担任)：柳葉敏郎
- 森山信一(皆から浮き気味の、あゆみのクラスメート)：目加田泰成
- 野本清一郎(野本信吾の父。元小学校校長)：松村達雄
- 島崎悦子(あゆみの母)：田中好子
- 島崎保(あゆみの父)：平田満
- 三村礼子(北海道でのあゆみの主治医)：麻生祐未
- 川井光雄（伊豆の民宿の主人）：中本賢
- 川井不二子（光雄の妻）：賀川ゆき絵
- 森山勝江(森山信一の母。骨折で入院中)：根岸季衣
- 学校の校長：井川比佐志
- 竹村：志賀勝
- 花田義一(東京での主治医)：田島真吾
岩城茉莉
島田義宏
- （クラスメイト）
柳生佳子
地引綾
石田真紀
野村恵里
林奈々子
馬場喬子
金井愛砂美
木舘雪恵
高橋正子
渡辺恵
田口育美
森田貴信
矢原将宗
高橋一生
吉岡毅志
伊藤健人
野上亜佑多
斉藤亮太
わたなべしんすけ
山本斉
新田亮
浜野岳実
小寺祥司

ほか

## スタッフ
- 文部省選定・厚生省推薦作品
- 原案・監督：和泉聖治
- 製作：又來渉
- 企画：坂上順
- プロデューサー：山本與三廣、竹山昌利、瀬戸恒雄、柴田恵美
- 脚本：布施博一、伊藤尚子
- 撮影：安藤庄平(J・S・C)
- 照明：松井博
- 美術：坂本享大(ケイプランニング)
- 録音：谷村彰治
- 編集：福田憲二(J・S・E)
- スクリプター：山下千鶴
- 助監督：鈴木幹
- 制作担当：八鍬敏正
- 音楽：大島ミチル
- 音楽プロデューサー：石川光
- 演出助手：清水俊悟、久保尚子
- 撮影助手：円城寺哲郎、今井孝博、松井信行、小島幸子
- 照明助手：上田雅晴、舘野秀樹、金子康博、木村明生、光石智晴、石田健司、小川大介
- 録音助手：舛森強、石寺健一
- 編集助手：山下健治
- リーレコ：岡村昭治
- 音響効果：原田サウンド
- 音響効果助手：錦織真里
- 選曲：秋本彰
- ネガ編集：神田純子
- 衣裳：鈴木いづみ(東京衣裳)
- スタイリスト：中村槇子(田中好子担当)
- ヘア・メイク：梶清恵
- メイク助手：森ケイ子
- 持道具：梅原七重
- スチール：長浜谷晋
- 制作主任：根津史紀
- 進行助手：佐々木昭博
- 演技事務：小島文夫
- 演技指導：池田定幸
- 方言指導：高月忠、谷津勲
- キャスティングプロデューサー：福岡康裕
- 宣伝：杉田薫、磯部武志(東映)
- 車輛：アスカロケリース
- 特機：エヌケイ特機、グリフィス
- タイトル：道川昭
- タイミング：平井正雄
- 現像：東映化学
- 協力：日本映機、日本コダック、石谷ライティングサービス、オーエイギャザリング、ACエンタープライズ、劇団東俳、トライアル、北海道滝川市のみなさん
- 撮影協力：北海道滝川市、日本エアシステム、アートネイチャー、サカタのタネ、財団法人佐々木研究所附属杏雲堂病院、伊豆急行、下田市須崎民宿組合、東京都足立区教育委員会、東京都江戸川区教育委員会、静岡県御前崎町教育委員会、静岡県浜松市サンクチュアリジャパン、滝川ホテル三浦華園、日本赤十字社東京南赤十字血液センター
- 衣裳協力：スクールタイガー学生服、ITOKIN、ATELIER MEIKU
- 美術協力：エリットバッグ
- 協賛：きものやまと、代々木ゼミナール、株式会社ジェビコス・インターナショナル
- 医事監修：野中泰延(医学博士)
- 推薦：財団法人骨髄移植推進財団
- 製作協力：東映東京撮影所
- 製作：株式会社ムービーブラザーズ
- 配給：東映

## 挿入歌・サウンドトラック
- 「My Country Home(故郷)」（作詞：高野辰之、作曲：岡野貞一、英訳詞・歌：グレッグ・アーウィン、アカペラ：SAWORI）
- 協力：日本国際童謡館、吉永多賀士
- オリジナルサウンドトラック：キングレコード